# Asuridia miltochristoides
Asuridia miltochristoides är en fjärilsart som beskrevs av Rothschild 1913. Asuridia miltochristoides ingår i släktet Asuridia och familjen björnspinnare. Inga underarter finns listade i Catalogue of Life.